# 卡米拉·哈瑞姆
卡米拉·哈瑞姆（挪威語：Camilla Herrem，1986年10月8日—），挪威女子手球運動員，亦是挪威國家女子手球隊隊員，司職左翼。曾在2011年世界女子手球錦標賽為挪威隊奪得冠軍。

## 生平
2012年，哈瑞姆代表挪威參加英國倫敦舉行的奥林匹克运动会女子手球比賽，助球隊成功衛冕。